# Garry Jones
Garry Jones (nascido em 1 de maio de 1940) é um ex-ciclista australiano que competia em provas de estrada e pista. Ele representou a Austrália nos Jogos Olímpicos de Verão de 1960.